# St. Peter und Paul (Unterirsingen)

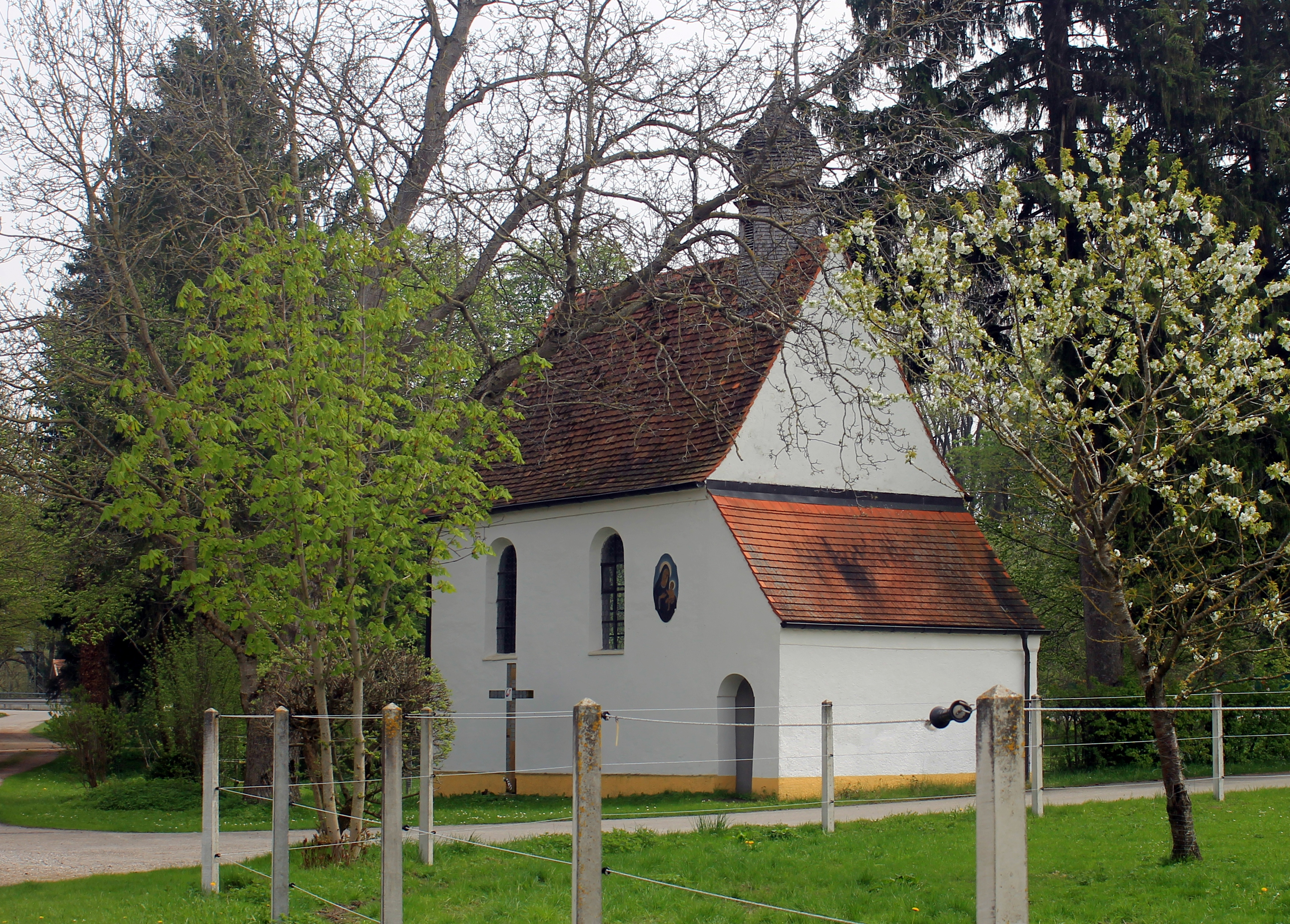
Kapelle St. Peter und Paul in Unterirsingen

Die Kapelle St. Peter und Paul in Unterirsingen, einem Ortsteil des Marktes Türkheim im Landkreis Unterallgäu, Bayern, wurde nach unterschiedlichen Quellen entweder im frühen 17. oder im frühen 18. Jahrhundert errichtet. Die Kapelle, deren Vorgängerbauten auf das 13. Jahrhundert zurückgehen, steht unter Denkmalschutz.

## Geschichte
An Stelle der bestehenden Kapelle befand sich ursprünglich die Pfarrkirche der Pfarrei Irsingen. Gemäß Literatur wird die Vermutung aufgestellt, dass es sich um die Pfarrkirche des fränkischen Reichshofes Wiedergeltingen handelte. Der Ritter Eberhard von Schönegg veräußerte 1283 das Patronatsrecht der beiden Pfarreien – Ober- und Unterirsingen – an das Kloster Steingaden. Letzterem schenkte 1284 der Augsburger Bischof Hartwig die beiden Kirchen. Die Pfarrei wurde 1296 dem Kloster inkorporiert, während das Kloster die Lehenschaft der Kirche dem Bischof abtrat. Sowohl die Pfarrei wie auch die Ortschaft dürften im 15. Jahrhundert abgegangen sein. Übrig verblieben lediglich das Zollhaus, sowie die nun zur Pfarrei Oberirsingen gehörende Kapelle.
Das Kapellengebäude ist ein schlichter barocker Neubau und stammt entweder aus dem frühen 17. oder dem frühen 18. Jahrhundert. Der Weihbischof Johann Jakob von Mayr führte die Weihe am 9. Mai 1733 durch. Dieses Datum ist ebenfalls nicht eindeutig, so wird ebenso das Jahr 1864 als Weihejahr genannt. Restaurierungen des Gebäudes fanden 1919 und in den Jahren 1946 bis 1953 statt. In dieser Zeit wurden die Decke und der Dachstuhl samt Dachreiter erneuert. Architekt der Restaurierungsarbeiten war Josef Ruf aus Mindelheim. Eine Wiedereröffnung der Kapelle fand am 29. Juni 1955 statt.

## Baubeschreibung
Die Kapelle, unweit südöstlich des Gutshofes Zollhaus gelegen, ist ein dreiseitig geschlossener Bau. Im Inneren ist eine neue aus Holz gefertigte Felderdecke angebracht. Jeweils zwei Rundbogenfenster befinden sich in den Längswänden sowie in den Schrägen je ein Rundbogenfenster. Innen an der Westwand ist eine getünchte Empore errichtet, unter der sich eine Stichbogentür mit quadratischen Gucklöchern befindet. Das Türblatt mit Beschlägen stammt aus dem 18. Jahrhundert. Eine Kredenznische mit abgerundeten Ecken ist in der Südwand vorhanden. An der Außenfassade verläuft ein Traufgesims mit Karnies. Der achteckige Dachreiter mit Zwiebelhaube am Westende des Dachfirsts ist vollständig mit Schindeln bedeckt und erneuert. Die Vorhalle an der Westseite ist jüngeren Datums als die Kapelle und wurde im 18. Jahrhundert angebaut. Gedeckt ist die Vorhalle mit einem Pultdach, welches zur Giebelsohle der Kapelle ansteigt. In die Vorhalle führt auf der Nordseite eine eingezogene rundbogige Türe und auf der Südseite eine Segmentbogentüre. Der Boden der Vorhalle besteht aus Ziegelpflaster, abgeschlossen wird diese innen durch eine Flachdecke.

## Innenausstattung
Ehemals befanden sich zwei ovale Deckengemälde in der Kapelle. Diese wurden vermutlich 1733 von Josef Anton Hafner aus Türkheim geschaffen. Der Altar stammt vom Ende des 17. Jahrhunderts und wurde zum Teil verändert. Der zweisäulige Altaraufbau mit akanthusgerahmter Muschelnische besteht aus marmoriertem Holz. In der Nische befindet sich eine gefasste Holzfigur der Muttergottes aus der Zeit um 1700. Neben den Altarsäulen sind außen quergestellte Pilaster und Figuren der heiligen Petrus und Paulus angebracht. Die Apostelfiguren stammen wohl aus der zweiten Hälfte des 16. Jahrhunderts. Im Altarauszug, der von balusterartigen Pilastern und von Voluten begrenzt wird, ist ein rundbogig geschlossenes Gemälde des heiligen Norbert vom Ende des 17. Jahrhunderts eingesetzt.
Das gefasste Kruzifix aus Holz stammt aus dem zweiten Viertel des 18. Jahrhunderts, das Gemälde Mariahilf aus der ersten Hälfte des 18. Jahrhunderts. Ein Votivbild mit Muttergottes, auf Leinwand gemalt, trägt die Inschrift: Anno 1767 / Sage ich endts / gesezte nebst Gott Alhiesiger Gnaden / Muetter Maria schuldigisten danck, Vor befreiu(n)g / wirckhlich grassierenter Vihsucht, die ich mich mit sonder- / licher Ehrung der Sambstägen wie auch der U. L. Frauen vorabente(n) / mit freier einstellung der handarbeith anhiehero Verlobt, zu welchen / ich zwar meine liebe Nachkömling nit verbunden, doch Treulich / ermahnet haben will. M. L. W.